# Machinegeweer

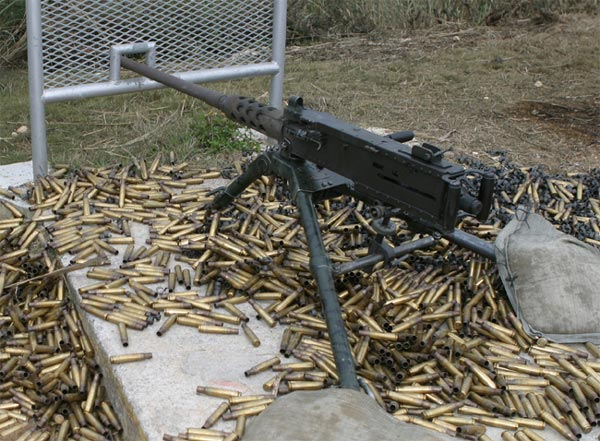
Zware mitrailleur Browning M2

Een machinegeweer of mitrailleur is een automatisch vuurwapen dat geweermunitie verschiet en in staat is om aanhoudend vuur te geven. 
Veelal worden de ontbrandingsgassen van de munitie of de terugstoot gebruikt om opnieuw te laden en te vuren. 

## Definitie
Niet alle automatische wapens zijn machinegeweren.  Om de term machinegeweer te gebruiken moeten de drie elementen uit de definitie aanwezig zijn. Machinepistolen verschieten pistoolmunitie. Ook snelvuurkanonnen verschieten andere patronen dan geweermunitie. 
Aanvalsgeweren verschieten wel geweermunitie, en zijn in staat om automatisch te vuren, maar worden niet gebruikt om aanhoudend vuur te geven.

## Historie
Leonardo da Vinci ontwierp al een schrootkanon: een affuit waarop een aantal lopen die tegelijkertijd afgevuurd konden worden. In de 14e eeuw ontwierp men het zg. orgelkanon, een wapen dat gelijkenis vertoonde met Da Vinci's ontwerp.
Een voorloper van het machinegeweer werd in 1718 gebouwd door de Brit James Puckle. Dit scheepswapen had een roterend magazijn, maar moest nog wel door een slaghaan met vuursteen afgevuurd worden.

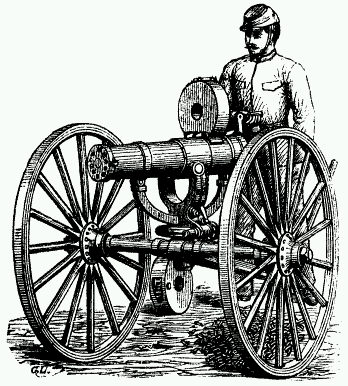
Gatlingkanon

In de Amerikaanse Burgeroorlog kende men het Gatlingkanon (Gatlinggun), een wapen dat voorzien was van een bundel lopen, die met een slinger aan de zijkant kon worden rondgedraaid, waarbij de verschillende lopen beurtelings afgevuurd werden. Het machinegeweer werd voor het eerst in de geschiedenis gebruikt op 31 mei 1862 tijdens de Slag bij Fair Oaks en Darbytown Road.
De Montigny-mitrailleuse, die in de Frans-Duitse Oorlog van 1870 werd gebruikt, kan men beschouwen als voorloper van de moderne machinegeweren die voor het eerst op grote schaal, zowel lichte als zware, in de Eerste Wereldoorlog toegepast werden.
Enkele namen zijn: 
- de Maxim uit 1884, het eerste volautomatische machinegeweer, gebouwd door de Amerikaan Hiram Maxim.
- de Vickers M.18 (later Vickers-Maxim)
- de Hotchkiss M1914
- de Schwarzlose M.08
- de Lewis M.20
- de DSjK, uit het Sovjet-tijdperk
- de 12,7 mm (.50") Browning M2 (Browning Arms Company)
- de MG42 voorloper van het moderne machinegeweer

## Munitie
In kalibers tot en met 8 mm zijn de gebruikte patronen gewoonlijk gelijk aan die van handvuurwapens, maar er zijn ook patronen speciaal voor mitrailleurs ontwikkeld, zoals de Nederlandse patroon Nr. 23 (7,92 x 57 R). 

## Nederland
Het Nederlandse leger gebruikt de FN MAG, een licht machinegeweer. Zoals vele lichte machinegeweren heeft de MAG een steun aan de loop voor het liggend afvuren. Lichte machinegeweren voor de infanterie zijn typisch bedoeld om met korte vuurstoten van 5-6 schoten tegelijk te worden bediend en kunnen tot op honderden meters afstand worden ingezet om een terrein voor de tegenstander onbegaanbaar te maken. Zware machinegeweren kunnen lang aanhoudend vuur geven, desnoods urenlang (als de koeling goed genoeg is).
Een machinegeweer is dus iets anders dan een machinepistool of pistoolmitrailleur, dat ook een automatisch vuurwapen is, maar  pistoolmunitie verschiet. Machinepistolen zijn kleiner: een bekende naam in dit verband is de Israëlische Uzi, met een inklapbare kolf. De kogel verlaat de loop met een veel geringere mondingssnelheid en reikt minder ver, met een minder grote nauwkeurigheid. 
Het geweer FN FAL kan op een automatisch vuurstand worden gezet, maar is geen machinegeweer. De principes van de FALO zijn nagenoeg gelijk aan die van de FAL, zij het met een dikkere loop, zwaar voorhout en stevige poten, waardoor het beter geschikt is voor gebruik als licht machinegeweer. De FALO heeft dienstgedaan bij het Korps Mariniers en de Koninklijke Luchtmacht als "groepsondersteuningswapen", naast de MAG. Bij zowel Land- als Luchtmacht zijn beide wapens (FALO en MAG) vervangen door de FN MINIMI. De FN MAG wordt nog wel gebruikt op voertuigen. Bij het Korps Mariniers is de FALO vervangen door de Diemaco LOAW (Licht Ondersteunend Automatisch Wapen) en wordt de MAG nog steeds gebruikt als groepsondersteuningswapen.

## In voertuigen en gevechtsvliegtuigen
Historisch gezien zijn tanks en infanteriegevechtsvoertuigen ook vaak uitgerust met machinegeweren, maar tegenwoordig beschikken deze ook wel over snelvuurkanonnen. Voorbeelden zijn het 25 mm-kanon van de M2 Bradley en de 30 mm-, 35 mm- en 40 mm-kanonnen zoals gebruikt op diverse varianten van de CV90.
Voor gevechtsvliegtuigen geldt dit in meerdere mate. Zo was de oorspronkelijke Supermarine Spitfire uitgerust met machinegeweren maar latere modellen hadden (daarnaast) al snelvuurkanonnen, die ook in staat zijn om honderden projectielen per minuut af te vuren, waaronder ook granaten. Moderne snelvuurkanonnen voor vliegtuigen zijn vaak gebaseerd op het principe van een bijzonder type machinegeweer: de Gatling gun. Vuursnelheden bij moderne varianten van de Gatling Gun kunnen oplopen tot duizenden schoten per minuut, zoals het geval is bij het boordkanon van de F-16 Fighting Falcon.